# Campeonato Europeu de Atletismo em Pista Coberta de 2019 - Arremesso de peso masculino
A prova do arremesso de peso masculino do Campeonato Europeu de Atletismo em Pista Coberta de 2019 foi disputada no dia 1 de março de 2019 na Emirates Arena, em Glasgow, no Reino Unido. 

## Recordes
Antes desta competição, os recordes mundiais e do campeonato nesta prova eram os seguintes:
|                       | Nome           | Nacionalidade     | Distância | Local       | Data                    |
| --------------------- | -------------- | ----------------- | --------- | ----------- | ----------------------- |
| Recorde mundial       | Randy Barnes   | Estados Unidos    | 22m 66cm  | Los Angeles | 20 de janeiro de 1989   |
| Recorde do campeonato | Ulf Timmermann | Alemanha Oriental | 22m 19cm  | Liévin      | 21 de fevereiro de 1987 |
| Recorde europeu       | Ulf Timmermann | Alemanha Oriental | 22m 55cm  | Senftenberg | 11 de fevereiro de 1989 |

## Medalhistas
| Ouro                 | Prata             | Bronze             |
| Michał Haratyk (POL) | David Storl (GER) | Tomáš Staněk (CZE) |

## Cronograma
Todos os horários são locais (UTC+0).
| Data       | Hora  | Evento       |
| ---------- | ----- | ------------ |
| 1 de março | 11:30 | Qualificação |
| 1 de março | 20:35 | Final        |

## Resultados

### Qualificação
Qualificação: 20,90 m (Q) ou os 8 melhores qualificados (q).
| Posição | Atleta             | Nacionalidade               | #1    | #2    | #3    | Resultados | Notas           |
| ------- | ------------------ | --------------------------- | ----- | ----- | ----- | ---------- | --------------- |
| 1       | Mesud Pezer        | Bósnia e Herzegovina        | 20.22 | 20.32 | 21.08 | 21.08      | Q,              |
| 2       | Michał Haratyk     | Polónia                     | 20.16 | 20.51 | 20.98 | 20.98      | Q,              |
| 3       | Bob Bertemes       | Luxemburgo                  | 20.49 | x     | 20.97 | 20.97      | Q               |
| 4       | Tomáš Staněk       | Chéquia                     | 20.90 |       |       | 20.90      | Q               |
| 5       | David Storl        | Alemanha                    | 20.13 | 20.58 | 20.61 | 20.61      | q               |
| 6       | Marcus Thomsen     | Noruega                     | 20.30 | 20.41 | 20.41 | 20.41      | q, NU23R        |
| 7       | Nikolaos Skarvelis | Grécia                      | 19.70 | 20.34 | 20.30 | 20.34      | q,              |
| 8       | Francisco Belo     | Portugal                    | 19.93 | 20.31 | 20.15 | 20.31      | q               |
| 9       | Maksim Afonin      | Atletas Neutros Autorizados | 20.30 | 20.14 | x     | 20.30      |                 |
| 10      | Jakub Szyszkowski  | Polónia                     | 20.28 | 20.24 | 19.85 | 20.28      |                 |
| 11      | Konrad Bukowiecki  | Polónia                     | 19.60 | x     | 20.18 | 20.18      |                 |
| 12      | Tsanko Arnaudov    | Portugal                    | 19.86 | x     | 19.08 | 19.86      |                 |
| 13      | Asmir Kolašinac    | Sérvia                      | 19.46 | 19.82 | 19.45 | 19.82      |                 |
| 14      | Leonardo Fabbri    | Itália                      | 19.60 | x     | 19.71 | 19.71      |                 |
| 15      | Andrei Gag         | Roménia                     | 19.70 | x     | 19.31 | 19.70      |                 |
| 16      | Giorgi Mujaridze   | Geórgia                     | 18.24 | 19.20 | 19.46 | 19.46      |                 |
| 17      | Osman Can Özdeveci | Turquia                     | 19.13 | x     | x     | 19.13      | Recorde pessoal |
| 18      | Carlos Tobalina    | Espanha                     | 17.11 | 18.66 | 19.06 | 19.06      |                 |

### Final
A final aconteceu às 20:35 no dia 1 de março de 2019. 
| Posição           | Atleta             | Nacionalidade        | #1    | #2    | #3    | #4    | #5    | #6    | Resultados | Notas                |
| ----------------- | ------------------ | -------------------- | ----- | ----- | ----- | ----- | ----- | ----- | ---------- | -------------------- |
| Medalha de ouro   | Michał Haratyk     | Polónia              | 21.65 | 21.33 | 21.43 | X     | X     | X     | 21.65      | EL,                  |
| Medalha de prata  | David Storl        | Alemanha             | 21.16 | 21.54 | X     | X     | X     | 20.57 | 21.54      | Recorde da temporada |
| Medalha de bronze | Tomáš Staněk       | Chéquia              | X     | 21.25 | 20.37 | X     | X     | 20.30 | 21.25      | Recorde da temporada |
| 4                 | Francisco Belo     | Portugal             | 20.59 | 20.97 | 20.65 | 20.56 | X     | X     | 20.97      | Recorde pessoal      |
| 5                 | Bob Bertemes       | Luxemburgo           | X     | X     | 20.70 | X     | X     | 20.60 | 20.70      |                      |
| 6                 | Mesud Pezer        | Bósnia e Herzegovina | 20.10 | X     | 20.29 | 20.69 | 20.44 | 20.67 | 20.69      |                      |
| 7                 | Marcus Thomsen     | Noruega              | 19.65 | 20.21 | 19.98 | 20.22 | 19.90 | 20.09 | 20.22      |                      |
| 8                 | Nikolaos Skarvelis | Grécia               | 19.49 | 19.87 | 19.68 | X     | 19.92 | 20.13 | 20.13      |                      |

Legenda
| Recorde mundial       | Recorde mundial (World record)               |                       | Recorde africano                      | Recorde africano (African) |                                           | Q | Classificado por posição (Qualified) |
| Recorde do campeonato | Recorde do campeonato (Championship record)  | Recorde da América    | Recorde da América (Americas)         | q                          | Classificado por melhor tempo (Qualified) |   |                                      |
| Melhor marca do ano   | Melhor marca do ano (World leading)          | Recorde asiático      | Recorde asiático (Asian)              | DNS                        | Não largou (Did not start)                |   |                                      |
| Recorde nacional      | Recorde nacional (National record)           | Recorde europeu       | Recorde europeu (European)            | DNF                        | Não terminou (Did not finish)             |   |                                      |
| Recorde pessoal       | Recorde pessoal do atleta (Personal best)    | Recorde da Oceania    | Recorde da Oceania (Oceania)          | DSQ / DQ                   | Desclassificado (Disqualified)            |   |                                      |
| Recorde da temporada  | Recorde da temporada do atleta (Season best) | Recorde sul-americano | Recorde sul-americano (South America) | NM                         | Sem marca (No mark)                       |   |                                      |